# Tetragonurus atlanticus
Tetragonurus atlanticus är en fiskart som beskrevs av Lowe, 1839. Tetragonurus atlanticus ingår i släktet Tetragonurus och familjen Tetragonuridae. Inga underarter finns listade i Catalogue of Life.